# Emilio Macias II
Emilio Macias II (Dumaguete City, 8 oktober 1933 - Quezon City, 13 juni 2010) was een Filipijns politicus. Macias was jarenlang gouverneur van de provincie Negros Oriental. Bij de verkiezingen 2010 was hij vlak voor zijn dood herkozen voor een tweede termijn als gouverneur. Eerder was hij al van 1988 tot 1998 gouverneur. Van 1998 tot 2007 was hij drie termijnen lid van het Filipijns Huis van Afgevaardigden namens het tweede kiesdistrict van Negros Oriental.